# カイナンボク科
カイナンボク科（カイナンボクか、海南木科、Dichapetalaceae）は、双子葉植物の科のひとつで、3属200種ほどからなる。世界の熱帯・亜熱帯に分布する木本（一部つる性）。
日本には自生しないが、Dichapetalum属の2種が中国・海南島に自生することから「海南木」の和名がある（中国名は「毒鼠子」）。葉は全縁の単葉で互生。花は4-5数性で花弁とがくのある小型の両性花で花序をつくる。果実は核果。この属は毒を持つものが多く、特に南アフリカ原産の"ジフブラール"（Gifblaar、D. cymosum）は猛毒のモノフルオロ酢酸を含有することで知られる。
クロンキスト体系ではニシキギ目としていた。APG植物分類体系ではキントラノオ目に移し、第2版ではクリソバラヌス科に含めてもよいとしていたが、第3版(APG III)では独立の科としている。